# ریشیکش
ریشیکش (به انگلیسی: Rishikesh) یک شهر در هند است که در Dehradun district واقع شده است. ریشی کش ۱۱٫۵ کیلومتر مربع مساحت و ۱۰۲٬۱۳۸ نفر جمعیت دارد و ۳۷۲ متر بالاتر از سطح دریا واقع شده است.

## نگارخانه

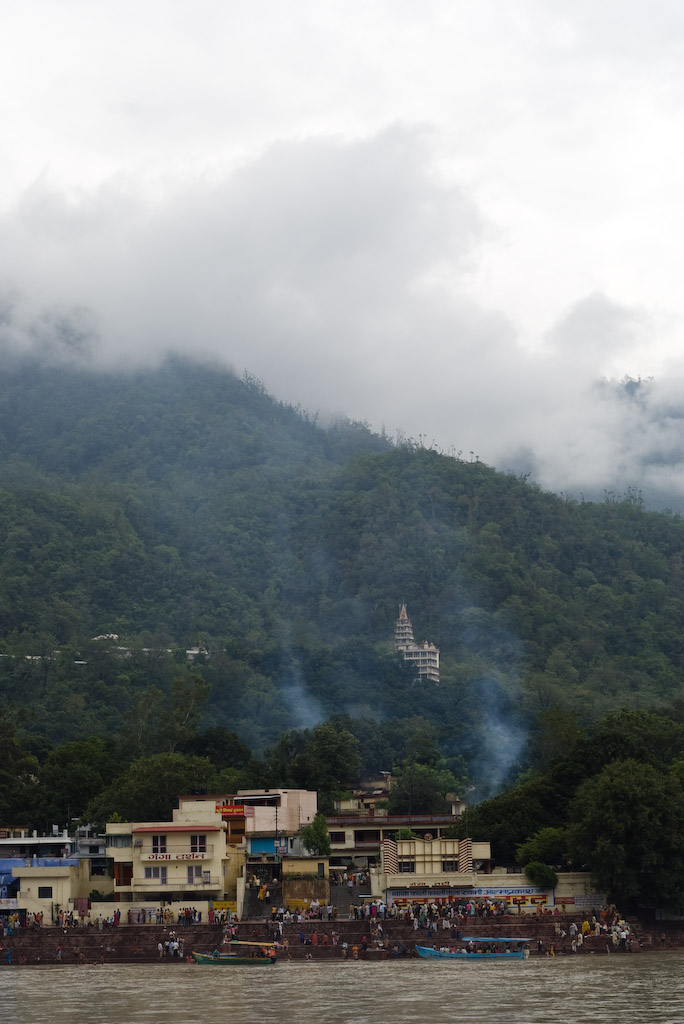
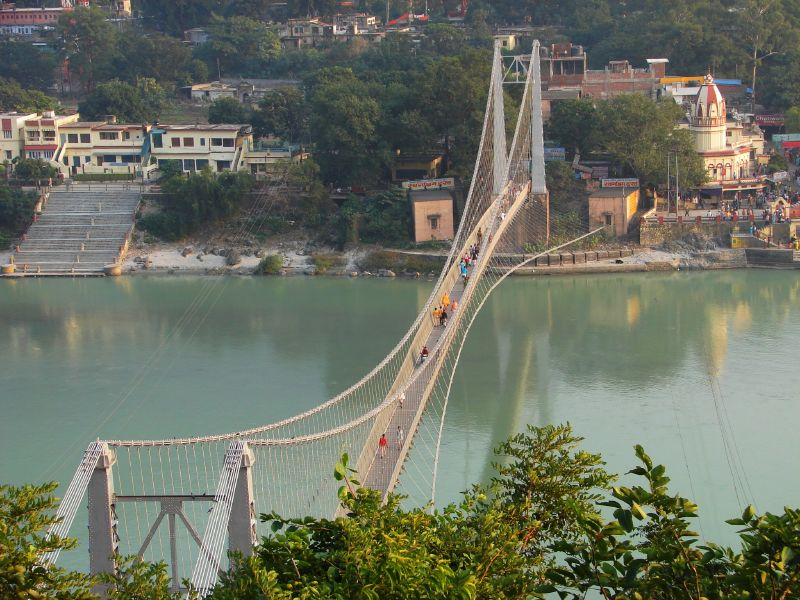
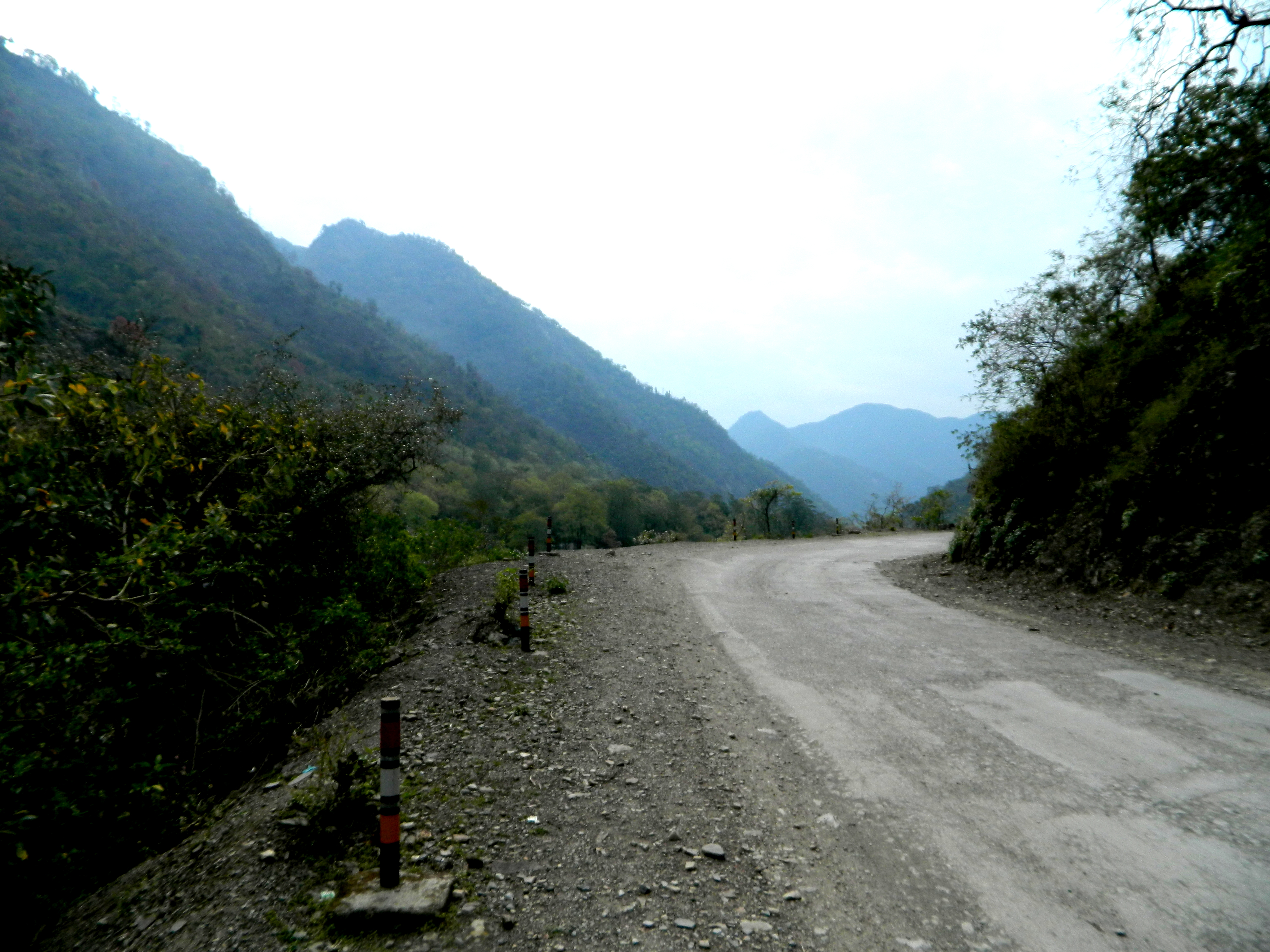
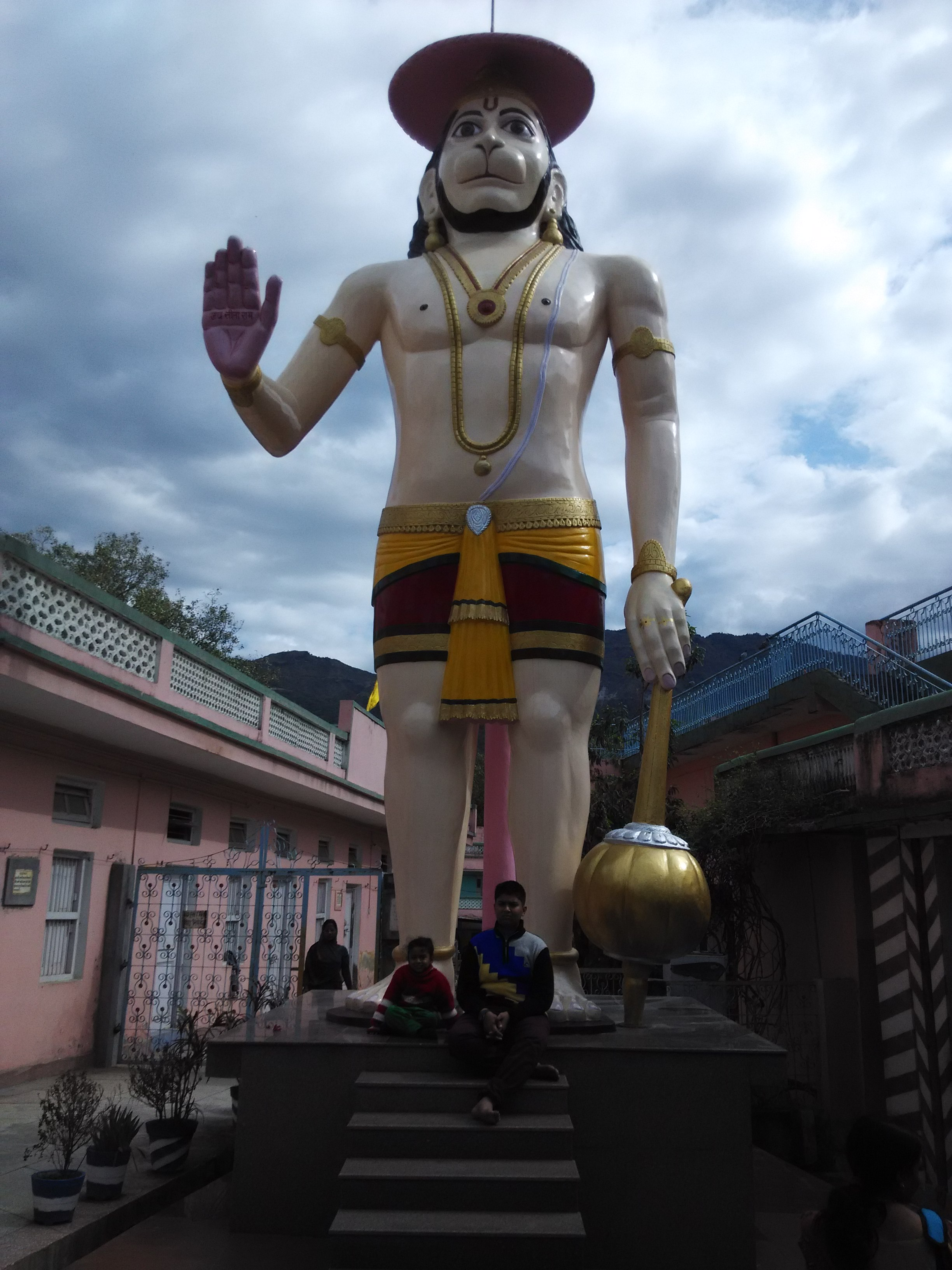